# Aldo Mieli

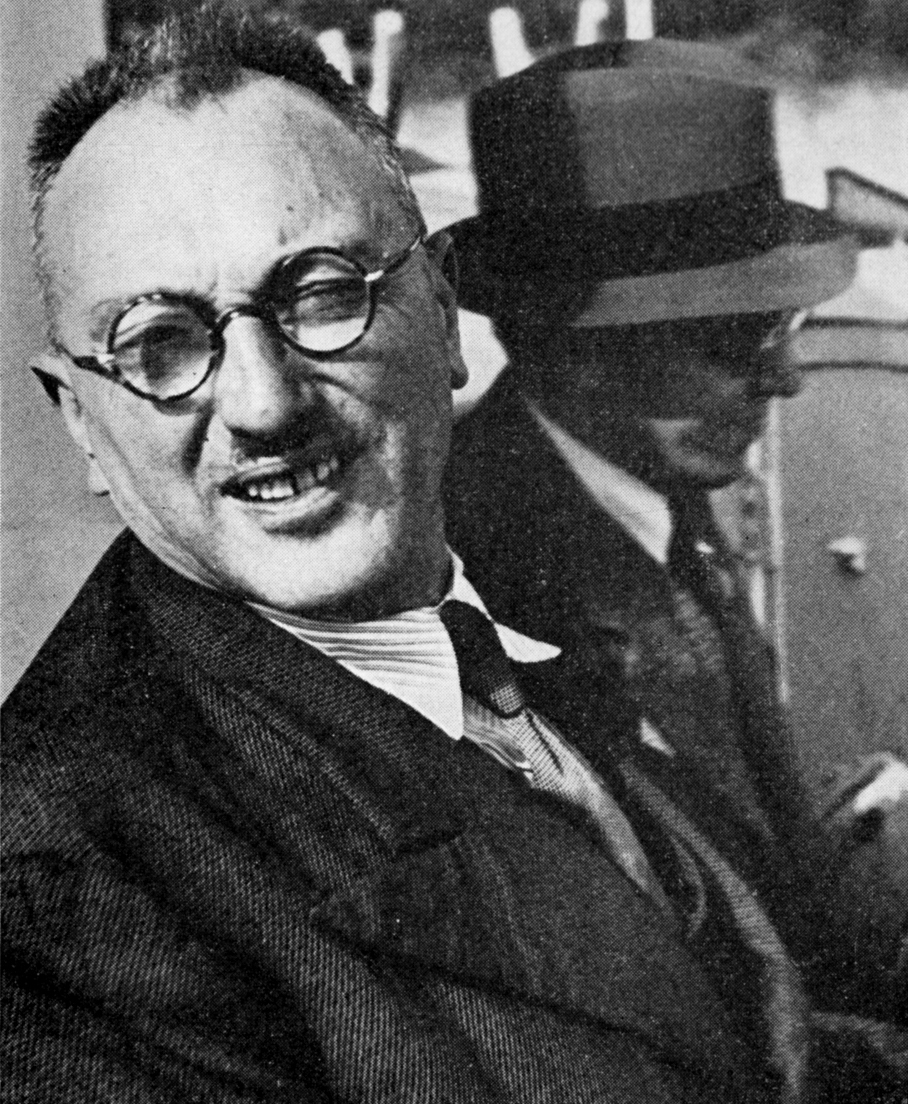
Aldo Mieli, 1938

Aldo Mieli (* 4. Dezember 1879 in Livorno; † 16. Februar 1950 in Florida, Argentinien) war ein italienischer Mathematikhistoriker.
Mieli studierte Chemie in Pisa und Leipzig (bei Wilhelm Ostwald) und Mathematik bei Ulisse Dini. Von 1905 bis 1912 war er Assistent von Emanuele Paternò an der Universität Rom. Ab 1908 war er dort Dozent und ab 1912 wandte er sich zunehmend der Wissenschaftsgeschichte zu und gründete 1921 die Zeitschrift Archivio di storia della scienza, aus der Archeion wurde. In Italien gründete er 1921 eine Gesellschaft für Sexualforschung (Rassegna di studi sessuali), die er leitete, und setzte sich für die Abschaffung der strafrechtlichen Verfolgung der Homosexualität ein (wobei er Schriften von Magnus Hirschfeld herausbrachte).
Aus politischen Gründen (Aufkommen der Faschisten) ging er 1928 nach Paris, wo er 1929 die Abteilung Wissenschaftsgeschichte am Centre Internationale de Synthèse (CIS) von Henri Berr in Paris begründete. Mitglieder waren Hélène Metzger, Pierre Brunet und auswärtige Mitglieder Florian Cajori, Gino Loria und Quido Vetter. Mieli gründete das International Committee for the History of Science und organisierte 1929 den ersten International Congress of History of Science in Paris, woraus später die Académie internationale d’histoire des sciences (AIHS) wurde mit Mieli als ständigem Sekretär. Der Sitz im Mezzanin des Hotel de Nevers in Paris mit seiner Bibliothek (Mieli hatte eine umfangreiche Privatbibliothek aus Italien mitgebracht) war Treffpunkt der Wissenschaftshistoriker in Paris (neben den Erwähnten unter anderem Alexandre Koyré, Paul Mouy, Charles Serrus). Mieli gab dort weiter sein in Italien gegründetes Journal Archeion heraus (außerdem gab er die Revue de synthèse heraus).
1939 ging er aus politischen Gründen ins Exil nach Argentinien und lehrte an der Universidad Nacional de Litoral und gründete in Rosario das Institut für Wissenschaftsgeschichte und Wissenschaftsphilosophie. Er gründete dort die Reihen Biblioteca del Instituto und Panorama general de historia del ciencia (ab 1945 in zwölf Bänden, vollendet von Desiderio Papp und José Babini, letzterer ein enger Mitarbeiter von Mieli).
Aldo Mieli wurde 1925 Mitglied der Leopoldina.